# Chicanery
«Chicanery» es el quinto episodio de la tercera temporada de la serie de televisión estadounidense de AMC Better Call Saul, la serie derivada de Breaking Bad. El episodio, escrito por Gordon Smith y dirigido por Daniel Sackheim, se emitió el 8 de mayo de 2017 en AMC en Estados Unidos. Fuera de Estados Unidos, se estrenó en el servicio de streaming Netflix en varios países.

## Trama

### Introducción
En una analepsis, Chuck recluta a Jimmy en un intento de reconciliarse con Rebecca invitándola a cenar en la casa de Chuck. Debido a su hipersensibilidad electromagnética (HSE), previamente hizo que le quitaran todos los aparatos electrónicos de su casa. Rebecca no sabe que Chuck cree que sufre de HSE, así que esconde su enfermedad diciéndole a Rebecca que la compañía eléctrica le cortó la electricidad accidentalmente. Aunque ella parece aceptar la explicación de Chuck, responde a una llamada en su teléfono móvil que hace que él entre en pánico y le quite el teléfono de las manos. Cuando Jimmy intenta decirle a Rebecca sobre la HSE de Chuck, él lo prohíbe y dice que Jimmy no debería ser el que diera la noticia.

### Historia principal
Jimmy le pregunta al Dr. Caldera si conoce a «alguien con un toque ligero» que estaría dispuesto a hacer un trabajo. Después de una exitosa audiencia ante la Junta Bancaria de Nuevo México, Kim informa a Paige y Kevin de las acusaciones de Chuck de que Jimmy manipuló los archivos de Mesa Verde. Ni Kevin ni Paige creen en las acusaciones, que atribuyen a que Chuck no quiere admitir que cometió un error. Kim asegura a Paige que Mesa Verde no sufrirá ningún efecto negativo a largo plazo por tener que volver a presentar una nueva solicitud de sucursal.
El abogado del colegio de abogados tiene la intención de usar la confesión grabada de Jimmy, y Kim sabe que Chuck tendrá que testificar sobre su autenticidad. Esto le permitiría a Kim interrogar a Chuck y sacar a relucir los detalles de su HSE. Antes de que la audiencia comience, Howard y Chuck arreglan que la habitación esté tan libre de electricidad como sea posible cuando Chuck testifique. Howard le dice a Chuck que no necesita testificar porque tienen un caso sólido contra Jimmy basado en su testimonio y el de David. Le recuerda a Chuck que si testifica, está poniendo en riesgo la reputación de HHM pero él está decidido a ver a Jimmy castigado y descarta las preocupaciones de Howard.
Al comenzar la audiencia, Kim y el abogado del colegio de abogados hacen sus declaraciones iniciales, con Kim afirmando que la verdadera historia es la disputa entre Jimmy y Chuck. Howard testifica primero, explicando la historia de Jimmy en HHM y el hecho de que Chuck no quería contratar a Jimmy, supuestamente para evitar la apariencia de nepotismo. Kim contrarresta esta afirmación señalando que Howard fue contratado en HHM a pesar de ser el hijo del socio fundador de HHM. La cinta de la confesión de Jimmy se reproduce para el panel que escucha el caso.
Después del testimonio de Howard, él lleva a Chuck al juzgado y este choca con Huell Babineaux mientras sube las escaleras hacia la sala de audiencias. La sala de audiencias está preparada para Chuck, incluyendo a los presentes que se quitan los llaveros, relojes y teléfonos móviles. Para sorpresa de Chuck, Jimmy lleva a Rebecca a la sala. Chuck obtiene un receso y habla con Rebecca, quien explica que Jimmy la contactó por preocupación por su bienestar. Ella expresa su simpatía, pero Chuck le dice que Jimmy la hizo asistir a la audiencia solo como una táctica psicológica para perturbar su testimonio haciéndole hablar de su enfermedad delante de ella.
Durante el interrogatorio, Jimmy está cerca de Chuck, plantea el tema de su HSE, y pregunta qué tan cerca debe estar de un objeto eléctrico para que sus síntomas estén presentes. Le pide a Chuck que identifique la fuente de electricidad más cercana y este adivina que Jimmy está tratando de engañarlo, así que le pregunta si tiene algo eléctrico en su bolsillo. Jimmy revela que tiene su teléfono móvil en un bolsillo y Chuck llama a su engaño adivinando correctamente que Jimmy ha quitado la batería. Jimmy entonces le pide que busque en su propio bolsillo y cuando Chuck lo hace saca la batería totalmente cargada del teléfono de Jimmy. Él revela que hizo que Huell se la pusiera a Chuck cuando se encontraron en las escaleras y aunque Chuck la ha estado llevando durante una hora y 43 minutos, no se ha visto afectado por su supuesta HSE. Cuando el abogado del Colegio de Abogados argumenta que la aparente enfermedad mental de Chuck es un detalle irrelevante en el contexto de los cargos contra Jimmy, Chuck finalmente pierde el control y despotrica furiosamente sobre el comportamiento poco ético y deshonesto de Jimmy. Exhorta desesperadamente al panel a que inhabilite a Jimmy, pero se detiene a mitad de la frase, dándose cuenta de que ha sorprendido a todos los presentes hasta dejarlos en un silencio atónito. Jimmy termina sombríamente su interrogatorio.

## Producción
El episodio está dirigido por Daniel Sackheim, su primero en la serie, y escrito por Gordon Smith, quien escribió previamente el episodio de la temporada 2 «Inflatable».
Este episodio es la primera vez que Jonathan Banks, que ha aparecido en todos los episodios de la serie hasta ahora, no ha hecho una aparición como Mike. Lavell Crawford repite su papel como Huell Babineaux de Breaking Bad después de haber aparecido por última vez en el episodio de la temporada 5 «To'hajiilee».

## Recepción

### Audiencias
Al emitirse, el episodio recibió 1,76 millones de espectadores en Estados Unidos, y una audiencia de 0,7 millones entre adultos de 18 a 49 años. Teniendo en cuenta la audiencia de Live+7, el episodio tuvo una audiencia total de 4,16 millones de espectadores en Estados Unidos y una audiencia de 1,6 millones entre adultos de 18 a 49 años.

### Recepción crítica

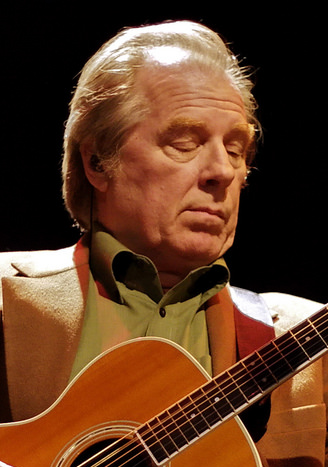
Michael McKean fue distinguido por su actuación en la escena final.

El episodio fue aclamado universalmente por la crítica, y muchos lo consideraron como uno de los mejores de la serie. Terri Schwartz de IGN premió al episodio con 10 de 10, describiéndolo como «el mejor episodio de Better Call Saul hasta la fecha». Actualmente tiene un 100% de aprobación en Rotten Tomatoes con un promedio de 9,5/10 basado en 14 reseñas. El consenso del sitio dice: «La guerra entre Jimmy y Chuck llega a un clímax sin precedentes en el desgarrador, sobrio y definitorio ‹Chicanery›, un episodio que claramente cementa a Better Call Saul como televisión esencial».
TVLine nombró a Michael McKean el «Intérprete de la semana» por su actuación en este episodio, escribiendo que era «el mejor escaprate para su fascinante actuación como el hermano de Jimmy, Chuck McGill». Donna Bowman de The A.V. Club, que dio al episodio una calificación de «A», elogió la escena del tribunal, diciendo «no es solo para darnos la satisfacción de un drama de tribunal, el final cuidadoso donde la verdad sale a la luz. El brillo de esta estructura es darnos una visión en cámara lenta de los cielos cayendo, un resultado perseguido metódicamente por Kim y Jimmy, que sin embargo parece no darles ninguna satisfacción».
En los Premios Primetime Emmy de 2017, Gordon Smith fue nominado como Mejor escritor de una serie dramática por este episodio, su segundo de la serie. Smith fue galardonado con el Premio WGA por Mejor Drama Episódico. Muchos críticos se decepcionaron cuando McKean, de quien se dijo que había dado «una de las mejores actuaciones de cualquier persona en la televisión durante todo el año», no consiguió una nominación al Emmy, mientras que su coestrella Jonathan Banks lo hizo.

### Análisis
La escena final del episodio es un homenaje a la escena culminante de El motín del Caine, en la que un sospechoso y autoritario capitán de la Marina se quiebra en el interrogatorio. Uproxx notó que incluso las expresiones faciales de los tres miembros del comité de «Chicanery» reflejan las de tres jueces en Caine. (La película, que Vince Gilligan cuenta entre sus favoritas, también se menciona en el episodio de Breaking Bad «Madrigal», en el que se puede ver a Mike viéndola).